# Hollókő
Hollókő (németül: Rabenstein, szlovákul: Holovka vagy Holovce) község Nógrád vármegyében, a Szécsényi járásban. Magyarország egyetlen olyan faluja, amely szerepel az UNESCO világörökség listáján, és így világszerte ismert. A Világörökség Bizottság 1987-ben a magyarországi várományos helyszínek közül Budapest mellett elsőként a Nógrád vármegyei palóc falut, Hollókőt vette fel a világörökség listájára. A legfontosabb feltételnek, azaz az egyedi és egyetemes jelentőségnek Hollókő azzal tesz eleget, hogy a 17–18. században kialakított falu a népi építészet és a 20. századot megelőző falusi élet olyan páratlan példája, amelyet sikerült eredeti állapotában megőrizni. Hollókő napjainkra sem vált szabadtéri múzeummá: mindmáig élő, lakott település. Hagyományőrző lakói a legtöbb épületet most is eredeti rendeltetésének megfelelően használják. Dr. Román András és Mendele Ferenc közreműködésével került műemlékvédelem alá a község.
A község két részből áll, az ófaluból és az újfaluból. Az ófalu 1909-ben teljesen leégett, de azt a tűzvész után teljes egészében pontosan rekonstruálták, mára pedig már az UNESCO védettsége alatt áll. Továbbá a 15. és 16. században az oszmán ostrom ellen jelentős szerepet játszó vár egyes részeit is helyreállították.
Hollókő házai egyetlen út mentén épültek meg. A házak alapanyaga túlnyomórészt kő, mindegyik több szobával rendelkezik, melyek egymás mögött helyezkednek el: hálószoba, konyha és kamra. A tetők oromzattal díszítettek. A faluban lévő 58 ház közül több múzeumként funkciónál (babamúzeum vagy bábmúzeum, falumúzeum és postamúzeum) Rendelkezik katolikus templommal, és az előbb említett Hollókő várával, melyet a 13. században építettek. Július minden utolsó hétvégéjén tartják meg a Palóc Szőttes Fesztivált, október második vasárnapján pedig a borfelvonulást.
Hollókő a Novohrad-Nógrád UNESCO Globális Geopark települése.

## Fekvése

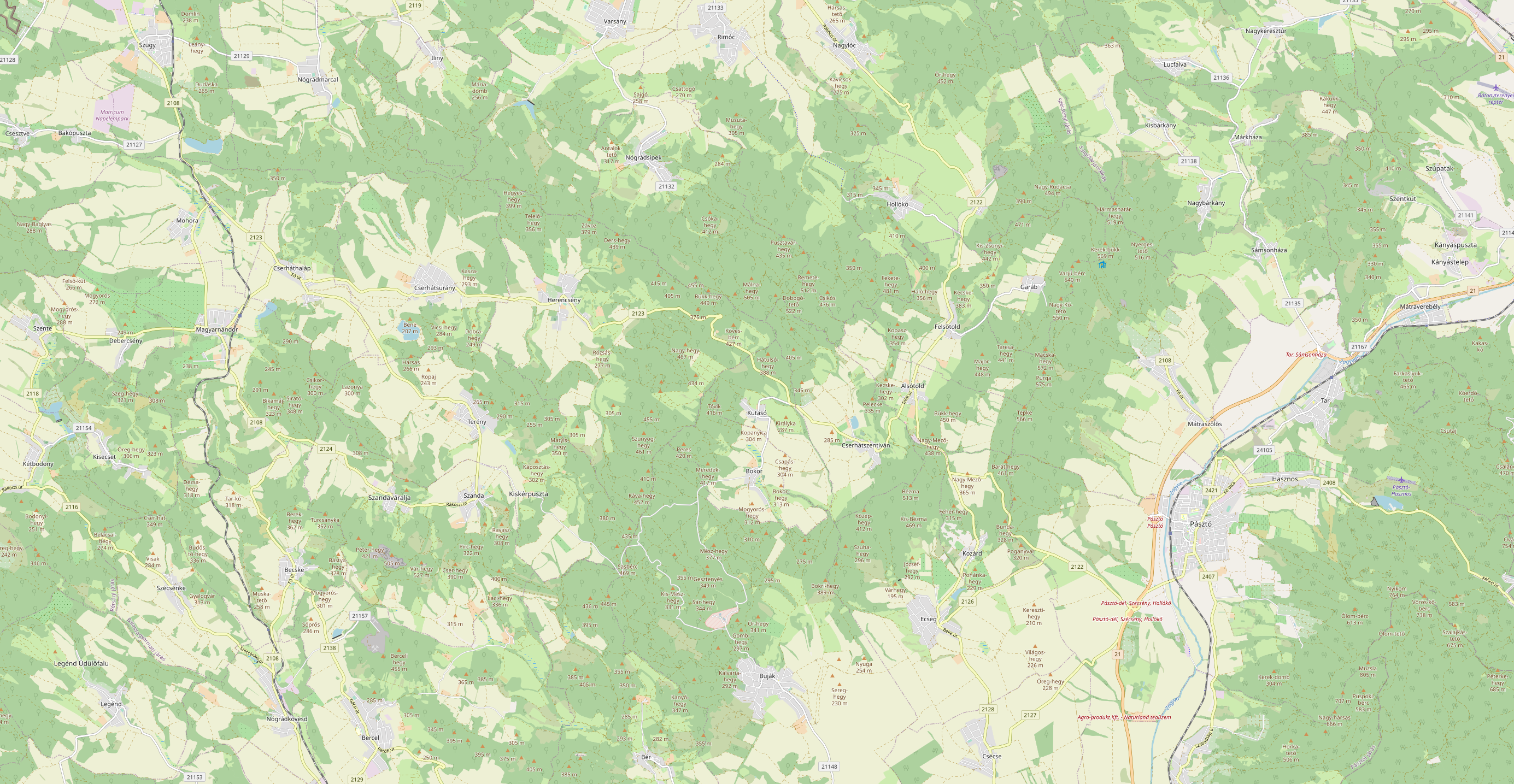
A Cserhát keleti része és Pásztó környéke

A település Nógrád vármegye középső részén, Szécsénytől délkeletre 12, Pásztótól északnyugatra 20 kilométerre, a Cserhát hegységben épült. A mindössze pár száz fős település ófaluja a világörökség része. A falu közúton Szécsény felől a 22-es főútról vagy a 21-es főútról Pásztó előtt lehajtva a 2122-es számú mellékúton közelíthető meg – erről ágazik ki (Nagylóc és Felsőtold közigazgatási határán) a faluba vezető, 21 146-os számú bekötőút. A településről másik irányba nem lehet továbbmenni, így Hollókő egy igazi zsáktelepülés. Hollókő központjában működik 1964 óta az a falumúzeum, amely egy palóc parasztcsalád jellemző életmódját, lakását, bútorait viseletét és gazdasági eszközeit mutatja be.

## Természeti viszonyok

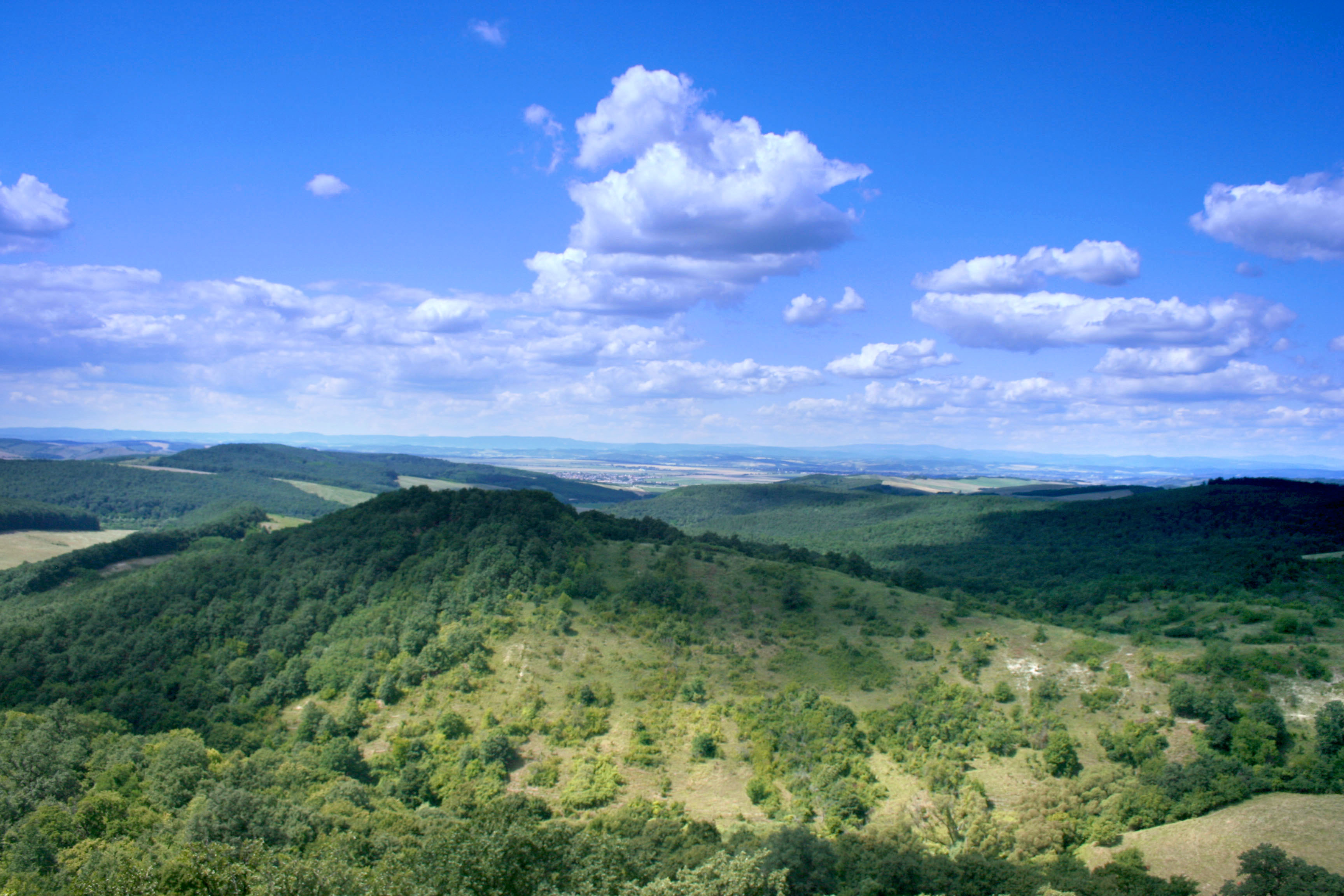
A Cserhát dombjai a várból

A Keleti- vagy Vulkáni-Cserhát alacsony vulkáni rögvidék, ahol harmadkori romvulkánok, andezit kőzettelérek (dájkok) és összetört lávatakaró roncsai bukkannak felszínre. Hollókő, Buják, Szanda és Ecsegvára is egy-egy dájkra (pontosabban: Hollókő egy neckre) épült. A Karancs (729 m) andezit lakkolit hegy: az egymás felett és mellett elhelyezkedő kőlencséket sok helyen még beborítja az oligocén homokkő. Az andezit csak a meredekebb részeken exhumálódott.
A hollókői várhegy egy nagyjából 14 millió éves (miocén korú) vulkán kürtőkitöltésének roncsa: a vulkáni felépítmény lepusztulása után a kürtőben megszilárdult, kemény, az eróziónak jobban ellenálló andezit kipreparálódott a környező üledékes kőzetekből.
A vár körüli egykori erdőség maradványa a jelenlegi fás legelő: a fákat fokozatosan vágták ki a legelő gyarapítása érdekében. A külterjes állattartás visszaszorulása után a területen megindult a szukcesszió.

### Éghajlat
A Cserhát középhőmérséklete 9-9,5 °C, éves csapadéka 600–650 mm, mert szélárnyékban fekszik. A patakok vízhozama csekély, fő folyója a Galga.
| Hónap | Jan. | Feb. | Már. | Ápr. | Máj. | Jún. | Júl. | Aug. | Szep. | Okt. | Nov. | Dec. | Év   |
| --- | ---- | ---- | ---- | ---- | ---- | ---- | ---- | ---- | ----- | ---- | ---- | ---- | ---- |
| Átlagos max. hőmérséklet (°C) | 0,0  | 2,8  | 9,3  | 15,0 | 20,9 | 23,0 | 25,3 | 23,9 | 20,3  | 14,6 | 5,8  | 1,4  | 13,6 |
| Átlaghőmérséklet (°C) | −2,0 | 0,3  | 3,6  | 13,7 | 14,5 | 18,6 | 18,5 | 19,1 | 16,6  | 11,3 | 5,1  | 0,6  | 10,0 |
| Átlagos min. hőmérséklet (°C) | −4,0 | −1,7 | 1,6  | 6,0  | 10,5 | 13,6 | 15,0 | 14,8 | 11,7  | 7,0  | 2,2  | −1,7 | 6,3  |
| Átl. csapadékmennyiség (mm) | 39   | 32   | 38   | 55   | 63   | 80   | 61   | 63   | 45    | 37   | 56   | 40   | 609  |
| Havi napsütéses órák száma | 55   | 91   | 146  | 187  | 190  | 190  | 196  | 188  | 145   | 96   | 82   | 59   | 1625 |
| Forrás: A Karancs-Medves és a Cseres-hegység Tájvédelmi Körzet, Nógrád és Gömör határán (szerk. Kiss Gábor, Baráz Csaba, Katarina Gaálová, Judik Béla), Bükki Nemzeti Park Igazgatóság, Eger, 2007. ISBN 978-963-87289-2-0 |      |      |      |      |      |      |      |      |       |      |      |      |      |

## Története

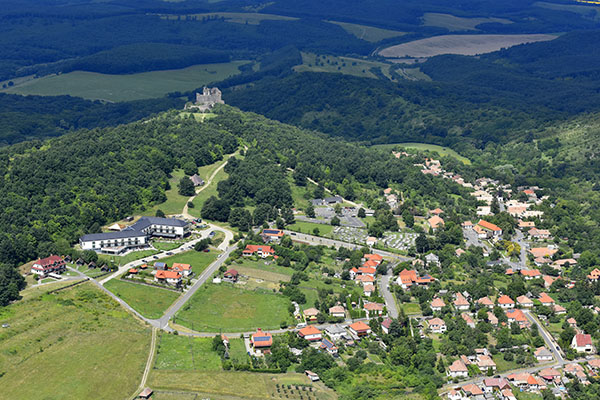
Hollókő légi felvételen

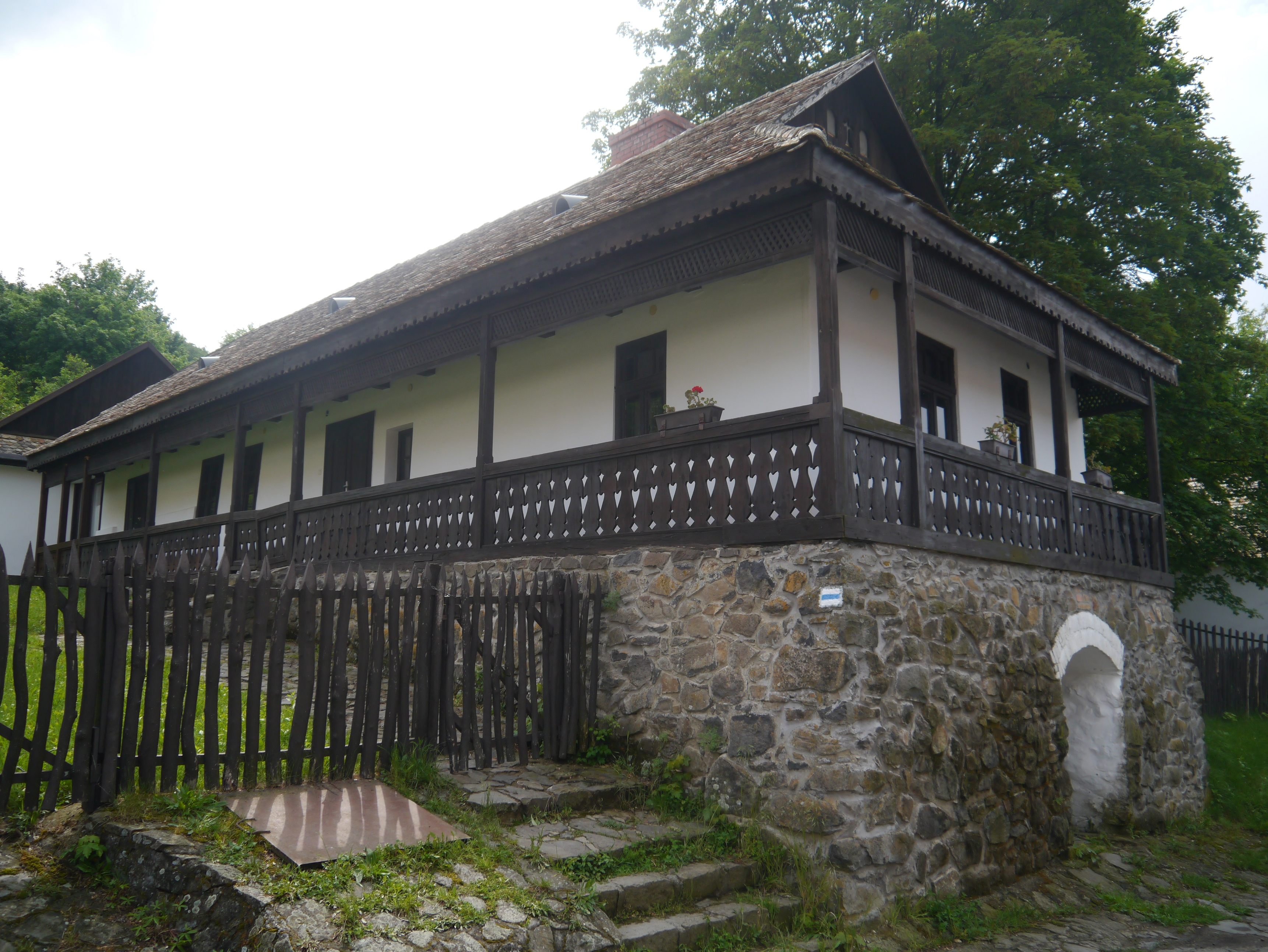
Hagyományos parasztház

A falu története a 13. századig nyúlik vissza, a tatárjárás után épült fel a Szár-hegy vára. A sziklára épített erődítmény nevére egy régi legenda ad magyarázatot. Eszerint bizonyos Kacsics András – a 12. századtól ténylegesen a Kacsics nemzetség tagjai voltak ezen a területen a földesurak – elrabolta és épülő várába zárta a szomszédos földesúr szépséges asszonyát. Az asszony dajkája azonban „boszorkány” volt, és szövetkezett az ördöggel, akit rávett, hogy fiait változtassa hollóvá. Az ördögfiak az erődítményt kőről kőre lebontva kiszabadították az asszonyt, majd – becsületükre legyen mondva – nem szórták szerteszét a köveket, hanem egy közeli sziklán új várat raktak belőlük. Ez a vár lett Hollókő, az alatta elterülő falu pedig a várról kapta nevét. Egy hasonló monda szerint egy gőgös nemesúr kezdte el építeni a várat a hegytetőn. Még nem volt vele készen, amikor asszonyt rabolt magának és felvitte a félkész várába. Azonban az asszonynak volt két idomított hollója és ezek éjszakánként elhordták a köveket amiket a kőművesek nappal felraktak. A vár csak akkor épült fel, amikor a rabságban tartott asszony visszakapta szabadságát.
Mivel a korabeli oklevelek jobbára csak a várat említik, a faluról a középkorból pusztán az a tény ismert, hogy már a 14. század első felében egyházas hely volt. Eredetileg valószínűleg a vár nyugati oldalán lehetett – legalábbis az iratok alapján a szent Mártonnak szentelt római katolikus plébánia 1342-ben ott állt. A középkori Pusztatemplom helyét, amit a lakosság Előttyinek nevez, 1969-ben tárták fel. A Pusztavár, Pusztatemplom, Pusztaszőlők helynevek valószínűleg a tatárjárás után alakultak ki.
A török időkben sok más településhez hasonlóan Hollókő is elnéptelenedett: 1715-ben mindössze három adóköteles háztartásról szólnak a vármegyei összeírások. Újratelepítése hamarosan megtörténhetett, hiszen 1720-ban már nemes községként szerepelt a nyilvántartásban (ez azt jelentette, hogy lakói mentesültek az adófizetés kötelezettsége alól). A környék kedvezőtlen termőhelyi adottságai miatt hosszú időre megrekedt a település fejlődése. A várral szembeni, kisparcellás szőlőterületet 1860-ban alakították ki tagosítással: a falu alig 1200 magyar holdnyi (41 hektáros) határát a jobbágyfelszabadítás után 687 paraszti kisbirtokra szabdalták fel.

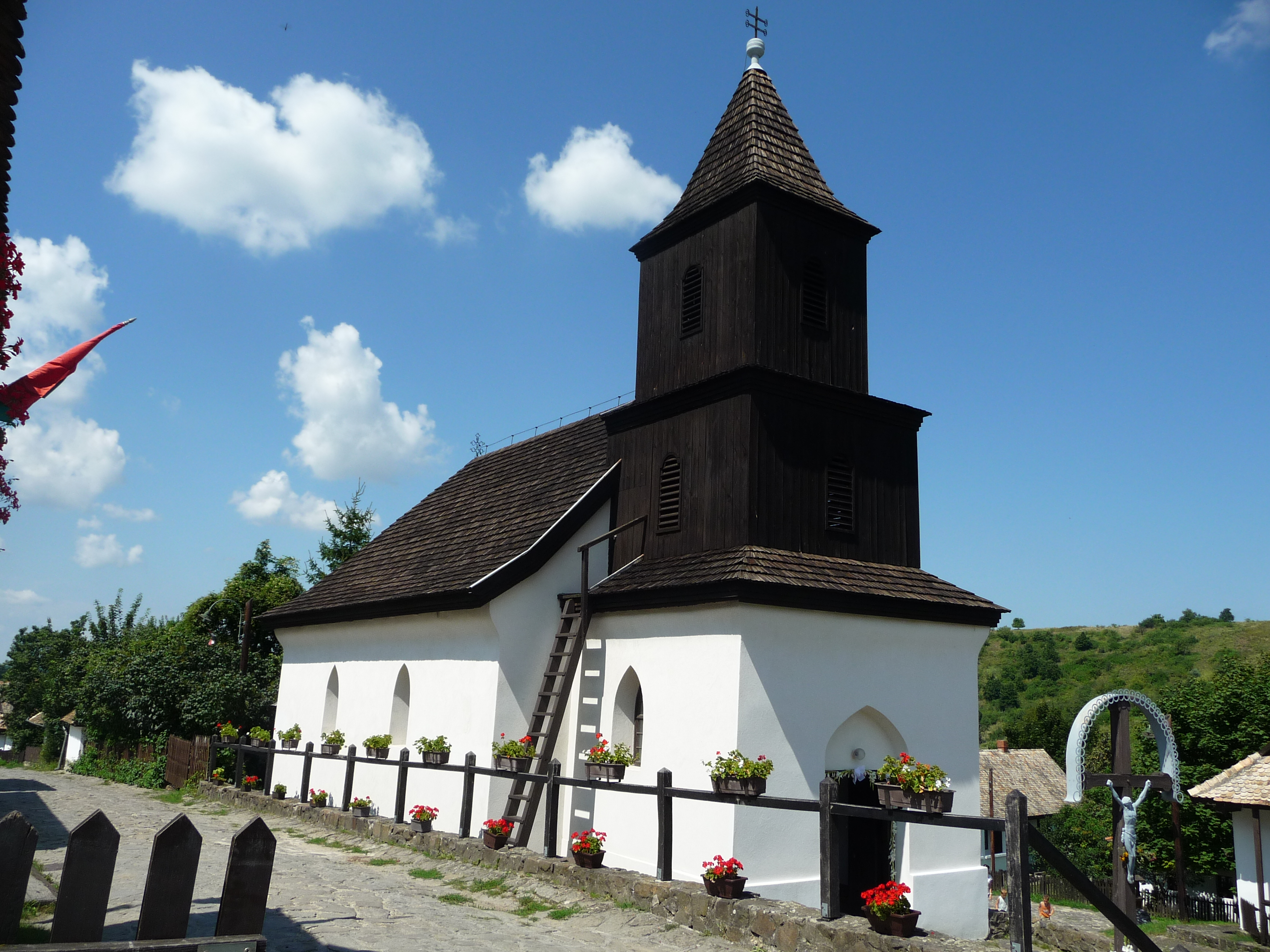
A katolikus templom

A településen többször pusztított tűzvész, mivel a házakat fából építették, alapozás nélkül, és könnyen gyulladó zsúptetővel fedték, a szabad tűzhelyek felett pedig kémény helyett csak füstlyukakon szellőztettek. Az 1909-es nagy tűzvész jelentette a fordulópontot: az immár vályogfalú házakat kőalapra emelték, és szarufás tetőszerkezettel, cserépzsindellyel fedték, megőrizve eredeti formájukat. A századelő hangulatát, az ősi palóc népi építészeti stílus emlékeit magán viselő Ófalu 1911-re nyerte el mai arculatát.

## Közélete

### Polgármesterei
- 1990–1994: Nagy Ignác (független)[4]
- 1994–1998: Nagy Ignác (független)[5]
- 1998–2002: Szabó Csaba (Fidesz-FKGP-KDNP-MDF-MDNP-MKDSZ)[6]
- 2002–2006: Szabó Csaba (Fidesz)[7]
- 2006–2010: Szabó Csaba (Fidesz)[8]
- 2010–2014: Szabó Csaba (Fidesz-KDNP)[9]
- 2014–2019: Szabó Csaba (Fidesz-KDNP)[10]
- 2019–2024: Szabó Csaba (Fidesz-KDNP)[11]
- 2024– : Szabó Csaba (Fidesz-KDNP)[1]

## Népesség
A település népességének változása:
| Lakosok száma | 329  | 333  | 329  | 347  | 304  | 311  | 294  |
|               | 2013 | 2014 | 2015 | 2021 | 2022 | 2023 | 2024 |

2001-ben a település lakosságának 99%-a magyar, 1%-a szlovák nemzetiségűnek vallotta magát.
A 2011-es népszámlálás során a lakosok 89,8%-a magyarnak, 0,3% bolgárnak, 0,3% németnek, 0,3% szlováknak mondta magát (10,2% nem nyilatkozott; a kettős identitások miatt a végösszeg nagyobb lehet 100%-nál). A vallási megoszlás a következő volt: római katolikus 74,6%, református 2,8%, evangélikus 0,3%, görög katolikus 0,6%, felekezeten kívüli 8,7% (13% nem nyilatkozott).
2022-ben a lakosság 95,4%-a vallotta magát magyarnak, 2% cigánynak, 0,7% németnek, 0,3% szlováknak, 0,3% örménynek, 7,9% egyéb, nem hazai nemzetiségűnek (3,9% nem nyilatkozott; a kettős identitások miatt a végösszeg nagyobb lehet 100%-nál). Vallásuk szerint 65,5% volt római katolikus, 2% református, 0,3% evangélikus, 0,3% görög katolikus, 0,3% izraelita, 0,3% egyéb keresztény, 7,6% felekezeten kívüli (23,7% nem válaszolt).

## Nevezetességek Hollókőn

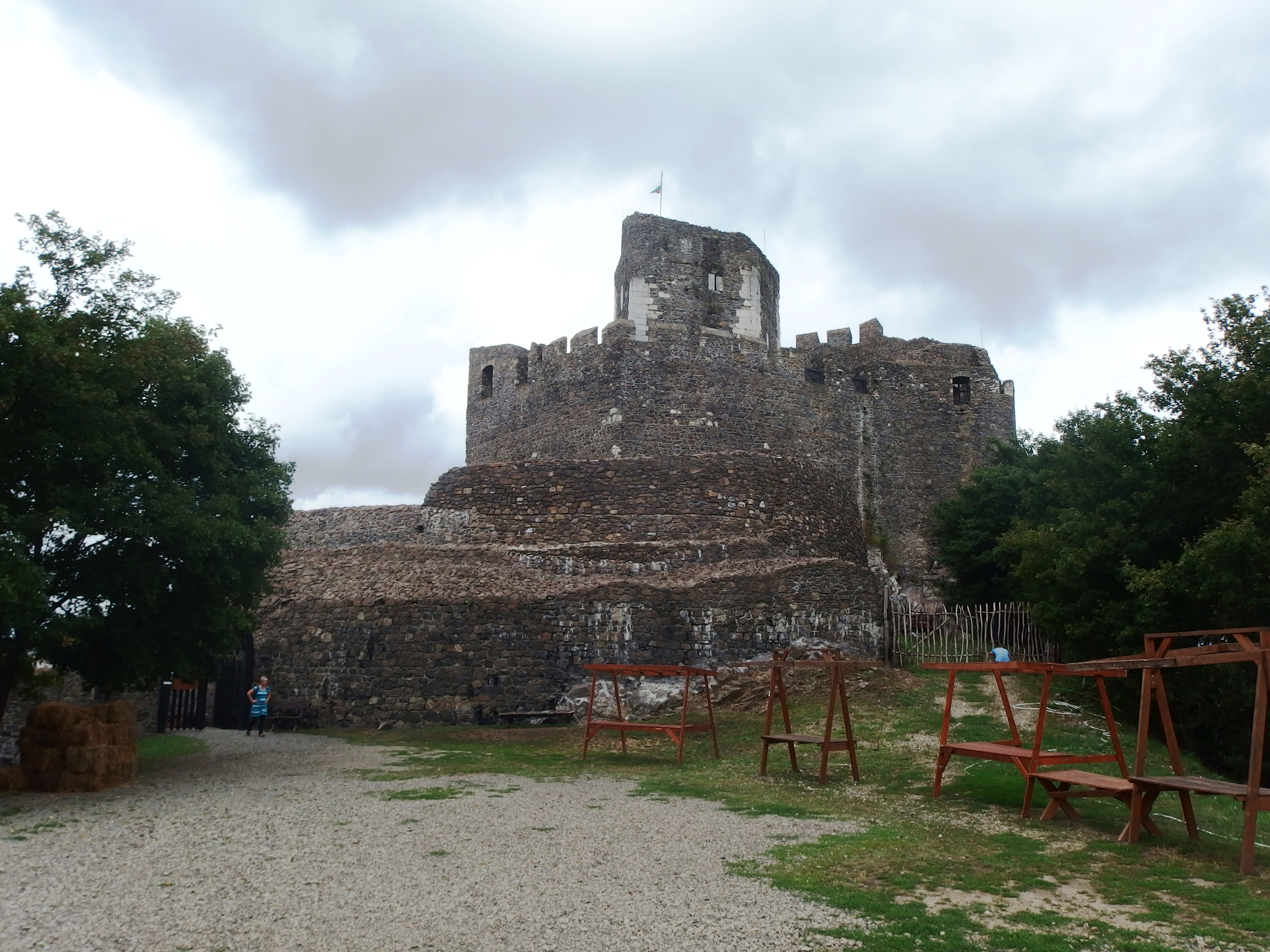
Hollókői Vár

- Hollókő-Ófalu védett falurész (Kossuth utca és Petőfi utca) falurezervátum, amely 67 védett épületet foglal magában.
- Falumúzeum Hollókőn (Kossuth Lajos utca 82.)
- Postamúzeum
- Babamúzeum
- Guzsalyas ház
- Szövőműhely
- Kézműves Nyomdaműhely
- Oskolamester háza
- Csalogató Táncház[halott link]
- Palóc Játszóház
- Bőrdíszműves[halott link]
- Gazduram sajtboltja
- Kalácsos Pékség
- Fazekasház
- Katolikus templom (a 19. század végén épült, fatornyos épület, ami 1909-ben megégett a faluval együtt)
- Hollókői vár
- Hollókői Tájvédelmi Körzet

### Ófalu, a védett falurész

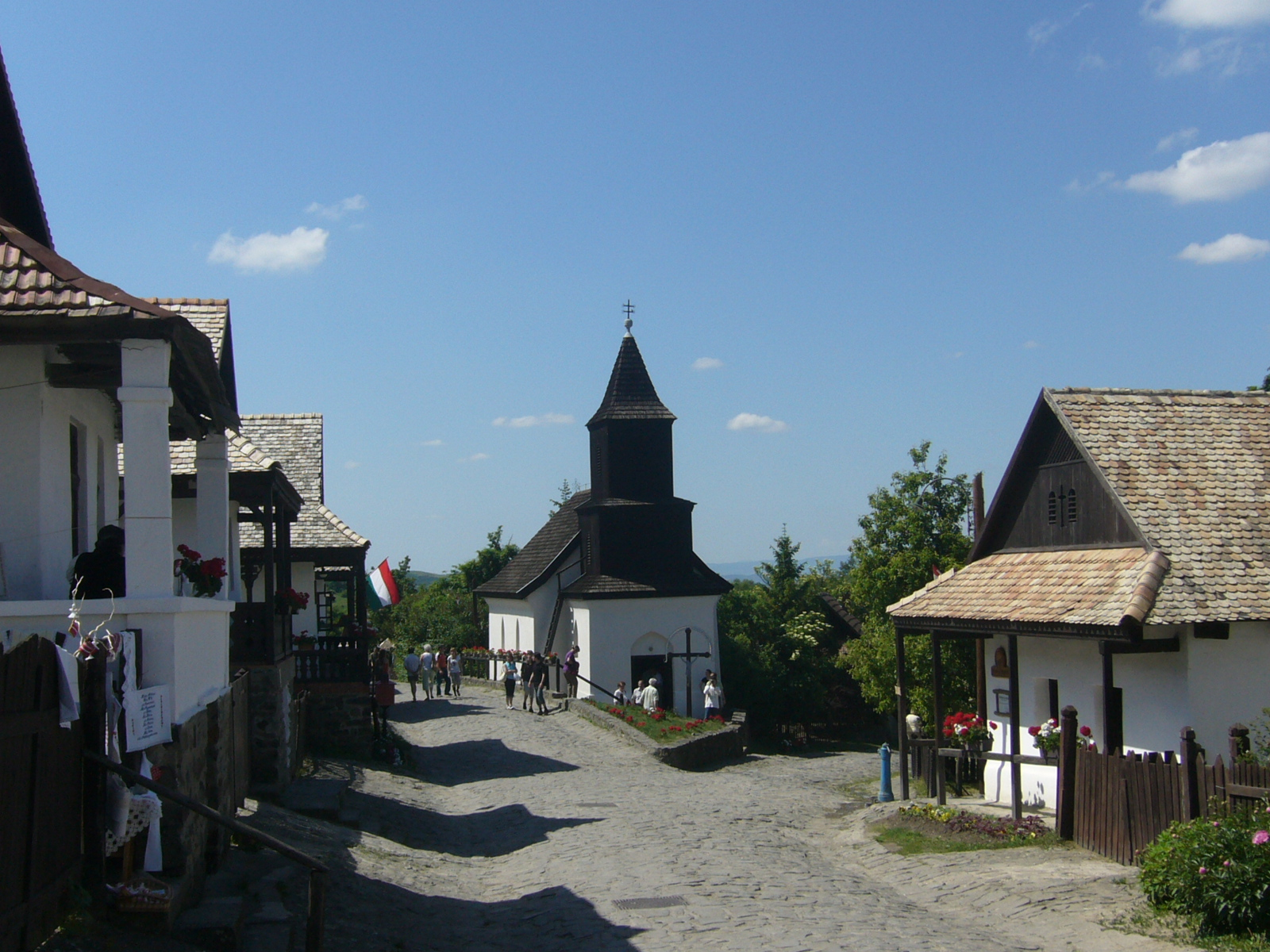
A Fő utca a védett falurészben

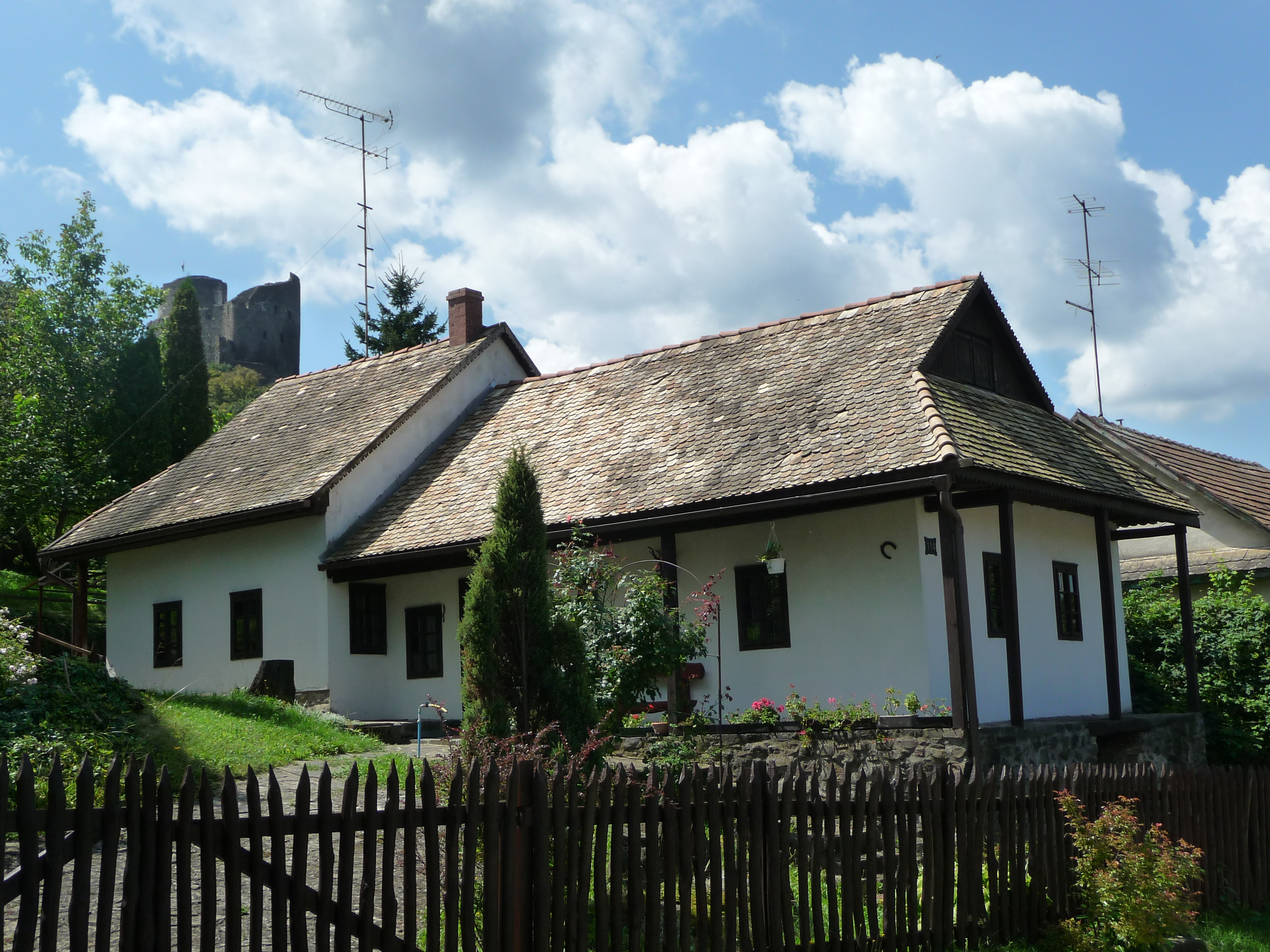
Hagyományos parasztház, háttérben a várral

Az Ófalu népi építészete mellett a helyi hagyományok, a népviselet és a gasztronómia is a világörökség részét alkotja. Hollókő a térséget jellemző, egyutcás falutípust képvisel, melynek alapszerkezetét a központi útra merőlegesen, keskeny szalagtelkeken elhelyezkedő házak kettős vonala jelenti. A palóc településeken a nagycsaládok szokás szerint egyetlen telekre építkeztek, és a család létszámának növekedésével az utcára néző első ház mögött egyszerűen egy újat emeltek. A falu központjában, a domb tetején kialakított „szigeten” áll a kis fatornyos, fazsindellyel fedett templom, melyet 1889-ben közadakozásból építettek. Az épület kivételesen jó állapota és egyszerűségéből fakadó szépsége miatt valóságos kis ékkő.
A ma nem egészen 400 lelket számláló település közepén elhelyezkedő műemlékcsoport összesen 67 védett épületet foglal magába – ezek többnyire földszintes, kontyolt nyeregtetős parasztházak, melyek homlokfalát az utca és az udvar felől is áttört faragással díszített faoszlopos, deszkamellvédes tornácok (folyósó, gádor, ambítus, hambitus, ambis, hambit, gang) szegélyezik.

### Hollókői Húsvéti Fesztivál

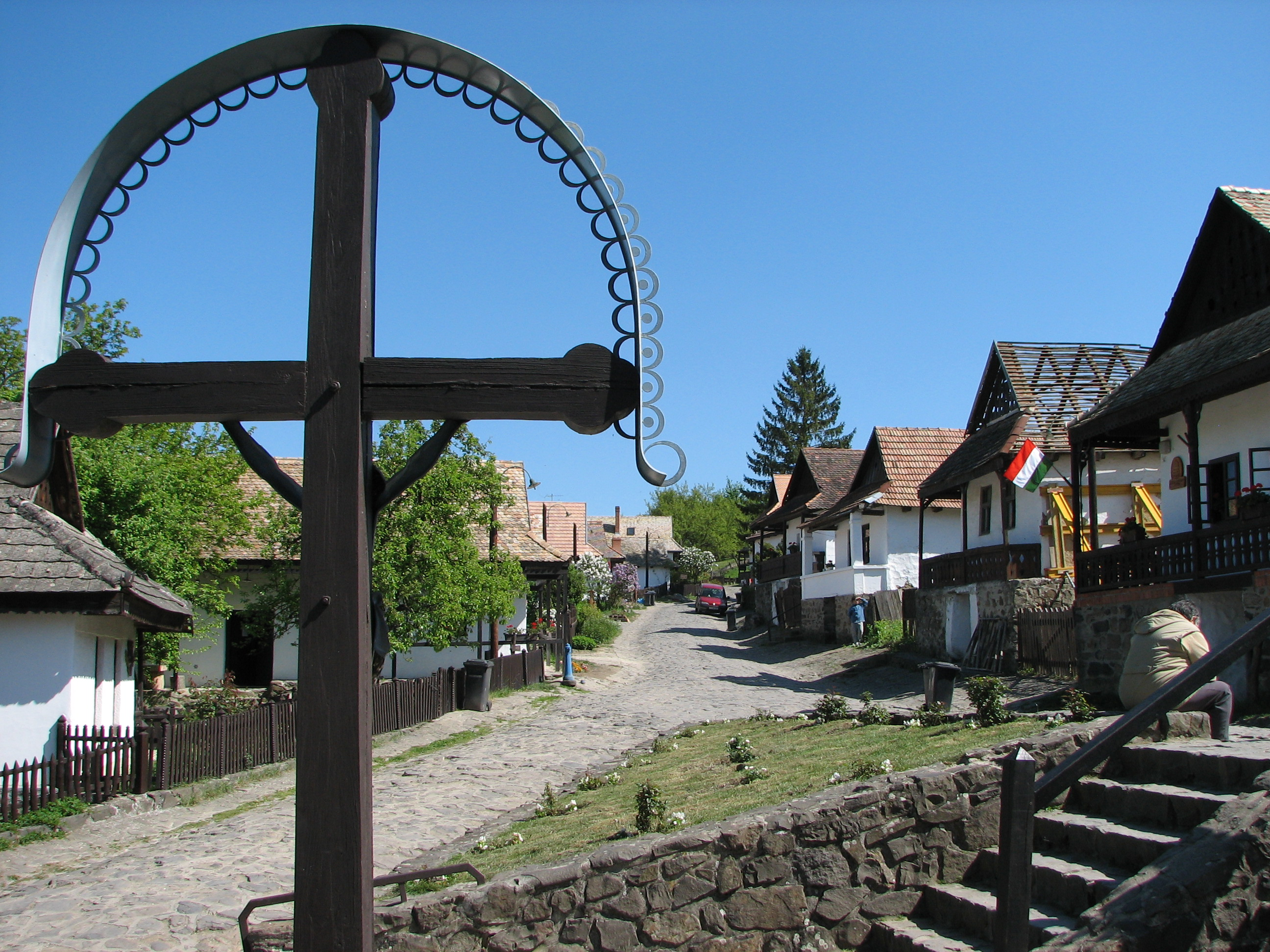
Utcarészlet

Hollókő minden évben megrendezésre kerülő legnagyobb rendezvénye a Húsvéti Fesztivál, a hagyományok és az életöröm ünnepe. Egy hely, amit mindenkinek látnia kell! Gazdag folklórprogram, palóc gasztronómia, népszokások az elmaradhatatlan locsolkodással, koncertek, családi és gyermekprogramok nyújtanak feledhetetlen élményeket a vendégeknek. Húsvét napjain folyamatos program várja a bájos ékszerdoboz-faluba látogatókat, ahol az Ófalu parasztházai és köves utcája visszarepít minket az időbe.

## Néprajza

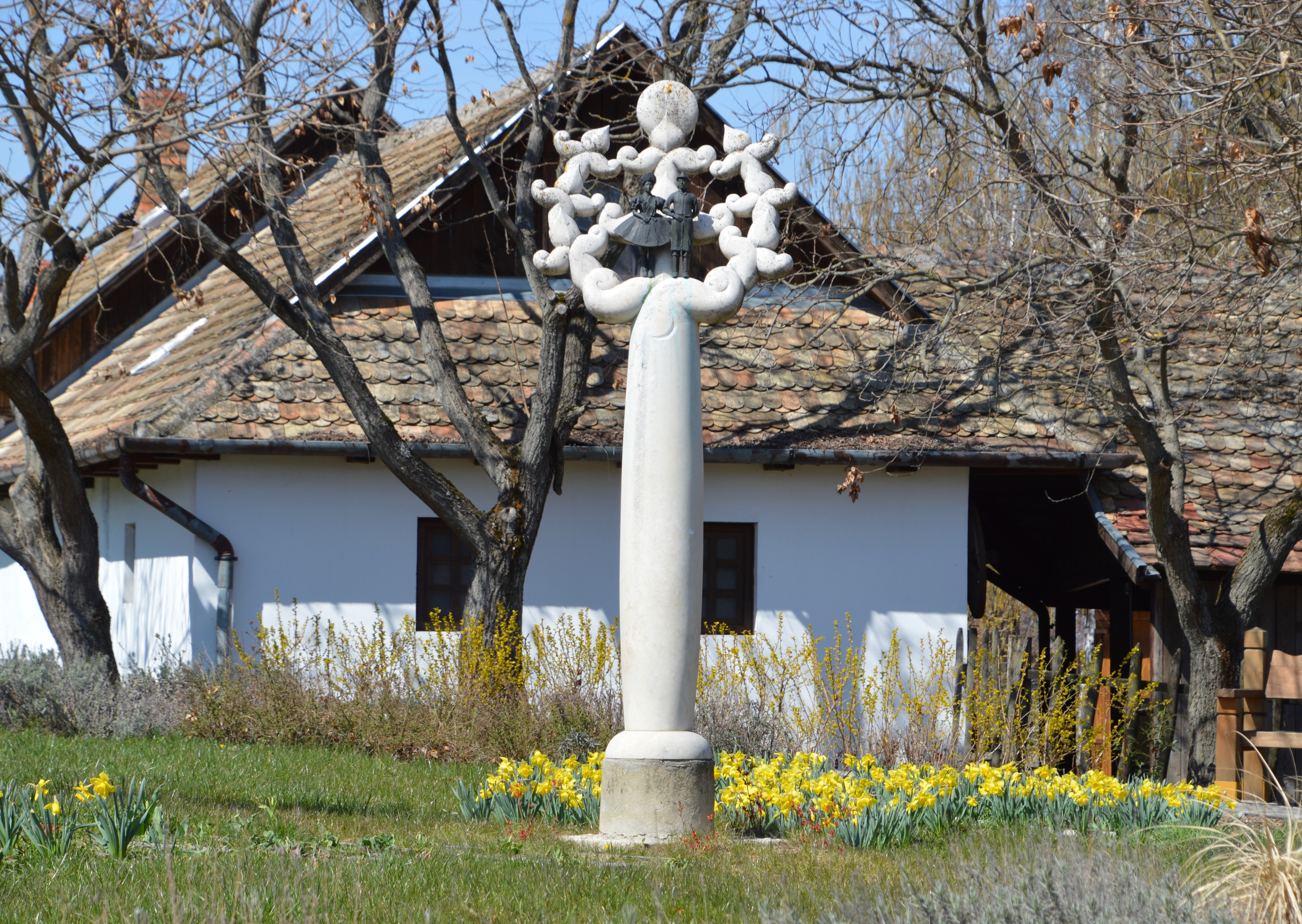
A palóc pár szobra

A néprajztudomány jelenlegi állása, mai eredményei alapján vitatják a palócság eredetének kérdéseit. Ellentmondásos vélemények vannak az etnikum határairól, területi megoszlásáról, a néprajzi sajátosságok kizárólagos érvényességéről. Ennek ellenére Hollókőn, a világörökséghez tartozó védett falurészben Nógrád vármegye folklórjaként a palóc népcsoport életét, hagyományait mutatják be.

### Népi építészete
A népi építészet jellegzetes alkotásai a palócházak, amelyek az ismert hármas tagolásukkal (tisztaszoba vagy ház, a pitvar és a kamra), jellegzetes díszítéseikkel, a ház homlokzatának alakításával az Ipoly és a Cserhát vidékén sokfelé láthatók még.

### Népviselete
- Hollókői népviselet

A hollókői népviselet a palóc népviseletek közé tartozik, a palóc kultúrát képviseli. A rimóci településcsoport, azaz 5 falu: Varsány, Nógrádsipek, Rimóc, Nagylóc és Hollókő viselete nagyon hasonló. Viszont a hozzáértő szem előtt, a szoknyák hossza és viselet színei alapján nem marad rejtve, hogy ki mely település képviselője. A hollókői szoknyák térdig érnek, míg a varsányiaké térd fölötti. A hollókői népviseletre főként a bordó, piros és kék színű szoknyák fehér virággal a jellemzőek, a kihívóbb színek nem fordulnak elő ellentétben a rimóci népviselettel.
Régen a népviseleti darabok mennyisége és minősége mutatta a családok vagyoni helyzetét. A népviseletet mindig nagy becsben tartották és az elődöktől örökölt ruhadarabokat is büszkén hordták. Minden eladó sorban lévő lánynak volt komplett népviselete, a csizmától az utolsó darab pántlikáig. A szülőknek nagy anyagi terhet jelentett egy-egy gyermek öltözködését megteremteni, de ünneplő ruhája mindenkinek volt. A vasalt szoknyát a nagyobb egyházi ünnepekkor vették fel a templomban, amúgy a tiszta szobában a felvetett ágy tetején tárolták, hogy a kikeményített szoknyák ne törődjenek.
- Lány (eladó sorban lévő) viselet

Lagos (lakkos) szárú kemény csizma, mely a népviselet egyik legdrágább darabja, valódi bőrből készült és mindig szép fényesre volt bokszolva ricinusolajjal. Általában fekete színű, de régen a fiatal lányok piros csizmát is hordtak. A csizma kinézete jelezte a család vagyoni állapotát. Fehér pamut harisnya (nem átlátszó), alsó szoknya=pendely. A pendelyt régen bugyogó helyett is használták, fontos szerepe volt táncolás közben, hogy ne látszódjon ki semmilyen nem ildomos testrész. A pendely fölött van felkötve a farika (vattával kitömött párnaszerű anyag), amely a derékra felkötött 4-5 rakott szoknyát tartja, melyből a legfelső szoknya szegett alja tüdő színű, amolyan legénycsalogató. A farika szerepe a fenék megnövelése, ezáltal a szoknyák hetykébb tartása. A rakott szoknya fölé keményített vasalt szoknyát vesznek, abból is 3-4 darabot. A vasalt szoknyákat régen krumplis keményítős forró vízbe áztatás után vasalták száraz keményre, manapság már ezt speciális keményítőkkel teszik. Régen a szoknyák mennyisége is jelezte a gazdagságot, ünnepnapokkor akár 10-14 szoknyát is felvettek. Az alsó szoknyákra egy brokát selyemből készült felső szoknyát vesznek, mely főként piros vagy bordó fehér virággal. A szoknyák elől nyitottak és azokra egy fekete színű kecelét (kötényt) kötnek. Ezenkívül derékkötő pántlikát is vesznek fel, melyet elől masniba kötnek. A derékkötő mellett jobb oldalt hímzett keszkenő található, melyet a lányok régen saját kezűleg hímeztek, ezzel is mutatva a hímzési tudományukat. A szoknyák és a csizma súlya 10 kg feletti is lehet, így fizikálisan is megerőltető egy-egy ünnepnap, amikor a lányok sem leülni, sem mosdóba menni, sem sokat enni (az elszorított has miatt) nem tudnak. Mindezek ellenére a hollókőiek büszkén öltik magukra a jelesebb egyházi ünnepekkor gyönyörű ruháikat és boldogan viszik tovább a hagyományokat. Felülre csipkés ujjú bíboringváll (blúz), mely ujjának a végén pántlikából (színes szalag) masni kötve. Az ingváll felett pruszlikot (mellényt) hordanak és afölött hímzett hímzett rojtos vállkendő van átkötve a derék, melyen hátul a nagykendőre van egy szélesebb pántlika átkötve, szintén masni formában, amolyan kendőkötő díszként. A nagykendőre van tűzve jobb oldalt elől a muskátli rozmaringgal, mely parfümként is szolgál, valamint régen a házaknál ezek voltak a leggyakrabban fellelhető növények, ezért ezeket használták. A nyakra garályizst (garális) vesznek, mely több gyöngysorból álló virágokkal és kis tükörrel díszített nyaklánc. A virágok helyett régen a legényektől kapott csillagos kitüntetések voltak, melyeket a háborúban kaptak és a leendő kedvesüknek ajándékoztak, akik a garályizsukba fűzték, hogy mutassák az udvarlójuk kitüntetéseit. A kistükröket pedig szintúgy az udvarlójuktól kapott mézes kalács szívekből vették ki a nyakláncukhoz. A fülbe gyöngyös fülbevalót vesznek a "lyányok". Hajadon lányok vrekocsba (varkocsba) fonják hajukat és a végére masnit raknak pántlikából. A fiatal asszonyok nagyfékötőt hordanak- mely díszes gyöngyökkel, művirágokkal kirakott fejdísz ezüst kalászokkal, amit általában az első gyerek születéséig viseltek. Ezután a nagyfékötőt felváltotta az úgynevezett menyecske, mely a kor előrehaladtával egyre sötétebb lesz, először rojtokkal, majd rojtok nélkül. A házasság után az asszonyok már nem jártak fedetlen fejjel, onnantól már „bekötötték a fejüket”.
- Menyasszonyi öltözet

A menyasszonyi öltözet hasonlít a vasalt szoknyás öltözethez. Az eltérés csak annyi, hogy a fejen menyasszonyi koszorú ékeskedik sok virággal. A felső szoknya fehér színű selyemszoknya sűrű rakott berakással és egy pántlikával bevarrva a szoknya alsó részén. Ehhez a viselethez nem hordják a kecelét (fekete kötényt). A test felső részén a hímzett nagykendő helyett fehér csipkekendőt viselnek az arák.
- Kisbaba öltözet

Már a gyermek születésétől viselnek a hollókőiek népviseletet.
A kislányok és kisfiúk is ugyanolyan egybe részes szoknyácskát viselnek gyöngyös kis sapkával és fehér pamut harisnyával.
- Rakott szoknyás népviselet- Asszony és lány öltözet

A csizma helyett kényelmeseb fekete félcipőt hordanak és a rakott szoknyából is már kevesebbet vesznek fel, mint a lányok. A fehér alsó szoknyák fölé egy rakott színes felső szoknyát kötnek, amely általában piros vagy rózsaszín színű, de a kor előrehaladtával egyre sötétebb színű. A szoknyák elölről nyitottak, melyekre egy fekete selyemszakácska (kötény) kötődik, aminek az alján gyöngyvirágos hímzés található és ami alá görbike (farkasfog), sujtás (aranyszál), ördöglakat (gyöngy és flitter) vagy pillangó (flitter) díszítés kerül.
A szakácska elé pántlikából masni alakban derékkötőt kötnek. Felülről vászon ingvállat viselnek, amelynek az ujja végei virágokkal kihímzettek. Az ingvállra cucajt vesznek fel (általában zöld szegélyű gombos virágos mellény), a kor előrehaladtával ez is virágdísz nélküli egyszínű és egyre sötétebb. A nyakra ugyanúgy garályizs kerül virágokkal és kis tükörrel. Asszonyok fejdísze a rojtos selyemkendőből hajtogatott „menyecske”, mely alá gyöngyös főkötőt helyeznek. Az idősebbek a menyecskébe már nem raknak rojtokat. A lányok esetében pedig hajfonat a hajviselet pántlikával.
A rakott szoknyás népviseletet a lányok a vasárnapi misére vették fel, amikor nem volt nagyobb egyházi ünnep, ez a viselet szerényebb, de kényelmesebb viselet.
- Férfi viselet

A férfiak bőrből készült hosszú szárú csizmát viselnek, mely szintúgy- mint a lányoknál- az öltözet legdrágább darabja. A csizmához fekete posztó csizmanadrágot viselnek, mely zsinóros mintával díszített. A nadrág elé selyemszakácskát kötnek, melynek alja virágokkal hímezett, ami alá görbike (farkasfog), sujtás (aranyszál), ördöglakat (gyöngy és flitter) vagy pillangó (flitter) díszítés kerül. A szakácska elé derékkötő pántlikát kötnek masninak megformázva.
Felülre hímzett bő ujjú gyolcsinget viselnek, melyre lajbit (pitykével, hímzéssel díszített mellény) vesznek fel. A lajbi nem összegombolható. Régen a férfiak ingelejét a kedveseik saját kezűleg hímezték ki.
Fejükre pörge fekete kalapot vesznek, melyet körbe pántlika díszít, szintúgy masnival átkötve. A kalapba rozmaringot és muskátlit tűznek. A hiedelem szerint a lekonyuló rozmaring a férfiasság hiányát mutatja. A kor előrehaladtával a kalap már kevésbé díszes és nem kötnek pántlikát rá.

### Intézménye
- Hollókői Világörökség-kezelő Nonprofit Kft.

A világörökségi védett falurész legnagyobb szállásadója. Főbb feladatuknak tekintik a rendezvények és a szabadidős programok szervezését és egy új Hollókő kép kialakítását, amelybe a pihenési lehetőségek mellett a (építészeti, népművészeti) hagyományok ápolása, és felelevenítése, az aktív pihenés lehetőségeinek megteremtése és fenntartása szerepel. Hozzájárul a falu műemléki értékeinek megóvásával és mindazon fejlesztések megvalósításával ahhoz, hogy a település lakói és a világ minden részéről érkező vendégek otthoniasan érezhessék magukat.

## Testvértelepülések
- Hortobágy
- Torockó
- Siklód
- Boqueixón
- Salers
- Kalonda
- Rózsahegy
- Zgierz[3]
- Gallodoro